# Iulius Marian Firczak
Iulius Marian Firczak (n. 14 octombrie 1979, Sighetu Marmației, Maramureș, România) este un deputat român, ales în 2016.